# تاميرا إلكسندر
تاميرا إلكسندر (بالإنجليزية: Tamera Alexander)‏ (8 أغسطس 1961، مقاطعة ديكالب في الولايات المتحدة)؛ روائية أمريكية.